# ليلي روس ويلبيرن
ليلي روس ويلبيرن (بالإنجليزية: Leila Ross Wilburn)‏ هي مهندسة معمارية أمريكية، ولدت في 1885 في ماكون في الولايات المتحدة، وتوفيت في 1967.